# Debbie Halvorson
Deborah DeFrancesco Halvorson dite Debbie Halvorson, née le 1er mars 1958 à Chicago Heights (Illinois), est une femme politique américaine, membre du Parti démocrate et représentante du onzième district de l'Illinois à la Chambre des représentants des États-Unis de 2009 à 2011.
Élue largement en 2008, elle perd son siège deux ans plus tard face au républicain Adam Kinzinger. En 2012, elle se présente dans le deuxième district de l'État contre le démocrate Jesse Jackson, Jr., mais Halvorson est battue lors des primaires. À la suite de la démission de Jackson, elle sollicite de nouveau l'investiture démocrate pour l'élection partielle de 2013, mais elle échoue face à la démocrate Robin Kelly.

## Enfance et études
Halvorson grandit à Steger dans l'Illinois et termine ses études au lycée Bloom. Elle et son mari Jim Bush vivent à Crete dans l'Illinois. Elle travaille pendant quatorze ans comme vendeuse cosmétique dans la société Mary Kay avant son entrée dans le secteur public. Elle sort diplômé de trois universités : la Robert Morris University, la Prairie State College et la Governors State University. Elle suit ses études à l'école Darden pour l'émergence de dirigeants politiques à l'université de Virginie et suit le programme pour cadres supérieurs dans la gouvernance de l'État et des collectivités locales à l'université Harvard.

## Carrière au Sénat de l'Illinois
Halvorson entre véritablement en politique en novembre 1996, en battant le sénateur sortant Aldo DeAngelis. Halvorson a dit plus tard qu'elle avait appris de DeAngelis « à ne jamais perdre le contact avec ses concitoyens ». En 2005, Halvorson devient la première femme dirigeante d'une majorité parlementaire au sénat de l'Illinois. Elle par ailleurs obtenu la plupart de ses diplômes lorsqu'elle est sénatrice.
Halvorson gagne en popularité malgré la controverse de son offre visant à créer un programme pour aider des femmes atteintes du papillomavirus, en élargissant l'accès au dépistage et à la vaccination.
Halvorson est également en conflit avec Jesse Jackson, Jr., au sujet de la proposition d'aéroport Peotone, qui conduit Jackson à essayer de lier Halvorson à Tony Rezko.
Juste avant qu'Halvorson démissionne de son poste de sénateur, le gouverneur Rod Blagojevich est arrêté. Elle l'invite à démissionner.

## Carrière à la chambre des représentants des États-Unis
Bien qu'initialement sceptique sur ses chances de réussite ; Halvorson annonce le 2 octobre 2007 sa candidature à la chambre des représentants des États-Unis dans le 11e district de l'Illinois. Cette annonce intervient peu de temps après que le représentant républicain sortant Jerry Weller décide de ne pas se représenter.
En février 2008, son adversaire républicain Tim Baldermann renonce à se présenter. Il est remplacé par Marty Ozinga, qui est aisément battu par Halvorson.
Halvorson soutient les politiques économiques du Président Obama, et appelle, avec d'autres responsables politiques de son État, à la démission du sénateur Roland Burris.
Candidate à sa réélection en 2010, Debbie Halvorson est sévèrement battue par le républicain Adam Kinzinger.
En 2012, Halvorson sollicite l'investiture du parti démocrate pour le deuxième district mais elle est battue par Jesse Jackson, Jr..

## Histoire électorale
| Fonction                                                | Années | Élection | Candidate démocrate | Voix    | %        | Opposant principal | Voix    | %       | Autres candidats | Voix   | %      |
| ------------------------------------------------------- | ------ | -------- | ------------------- | ------- | -------- | ------------------ | ------- | ------- | ---------------- | ------ | ------ |
| Sénat de l'Illinois (40e district)                      | 1996   | Général  | Debbie Halvorson    | 40,813  | 55.63 %  | Aldo DeAngelis *   | 32,554  | 44.37 % |                  |        |        |
| Sénat de l'Illinois (40e district)                      | 1998   | Général  | Debbie Halvorson    | 36,339  | 65.67 %  | Flora L. Ciarlo    | 18,993  | 34.33 % |                  |        |        |
| Sénat de l'Illinois (40e district)                      | 2002   | Général  | Debbie Halvorson    | 45,118  | 100.00 % |                    |         |         |                  |        |        |
| Sénat de l'Illinois (40e district)                      | 2006   | Général  | Debbie Halvorson    | 38,424  | 69.86 %  | Joseph Maun        | 16,575  | 30.14 % |                  |        |        |
| Chambre des représentants des États-Unis (11e district) | 2008   | Général  | Debbie Halvorson    | 185,652 | 58.40 %  | Marty Ozinga       | 109,608 | 34.48 % | Jason Wallace    | 22,635 | 7.12 % |
| Chambre des représentants des États-Unis (11e district) | 2010   | Général  | Debbie Halvorson    | 96,019  | 42.65 %  | Adam Kinzinger     | 129,108 | 57.35 % |                  |        |        |
| Chambre des représentants des États-Unis (2e district)  | 2012   | Primaire | Debbie Halvorson    | 22,672  | 28.78 %  | Jesse Jackson, Jr. | 56,109  | 71.22 % |                  |        |        |

Légende : ..Parti démocrate.. ..Parti républicain.. ..Parti vert.. * sortant